# A magyar női labdarúgó-válogatott 2012. április 25-i mérkőzése
Előző mérkőzés - Következő mérkőzés
A magyar női labdarúgó-válogatott Európa-bajnoki-selejtező mérkőzése Észak-Írország ellen, 2012. április 25-én. A női válogatottnak ez volt a jubileumi 200. hivatalos mérkőzése, amelyen az utolsó percben értékesített büntetővel 1–0-ra győzött.

## Keretek
A magyar női labdarúgó-válogatott 2012. április 22-én, vasárnap elutazott Észak-Írországba. Kiss László szövetségi edző nem számíthatott Papp Eszterre, Papp Dórára, Jakab Rékára, Tóth II Alexandrára és Tálosi Szabinára.
| Észak-Írország | Észak-Írország | Észak-Írország | Észak-Írország |
| Név            | Kor            | Vál./Gól       | Klub           |
| -------------- | -------------- | -------------- | -------------- |

| Magyarország       | Magyarország | Magyarország | Magyarország       |
| Név                | Kor          | Vál./Gól     | Klub               |
| ------------------ | ------------ | ------------ | ------------------ |
| Szőcs Réka         | 22 éves      | 28 / 0       | MTK Hungária       |
| Aschenbrenner Réka | 18 éves      | 0 / 0        | Ferencvárosi TC    |
| Szeitl Szilvia     | 24 éves      | 33 / 0       | 1. FC Femina       |
| Demeter Réka       | 20 éves      | 14 / 0       | MTK Hungária       |
| Méry Rita          | 27 éves      | 34 / 7       | MTK Hungária       |
| Megyeri Boglárka   | 24 éves      | 12 / 1       | Viktória FC        |
| Gál Tímea          | 27 éves      | 39 / 0       | Volosz             |
| Szabó Boglárka     | 19 éves      | 10 / 0       | Astra Hungary FC   |
| Smuczer Angéla     | 30 éves      | 69 / 1       | MTK Hungária       |
| Csiszár Henrietta  | 17 éves      | 5 / 0        | Ferencvárosi TC    |
| Sipos Lilla        | 19 éves      | 17 / 4       | Viktória FC        |
| Rácz Zsófia        | 23 éves      | 32 / 2       | Viktória FC        |
| Szuh Erika         | 22 éves      | 17 / 1       | Lokomotive Leipzig |
| Pádár Anita        | 33 éves      | 94 / 31      | MTK Hungária       |
| Dombai-Nagy Anett  | 32 éves      | 66 / 28      | Astra Hungary FC   |
| Vágó Fanny         | 20 éves      | 35 / 14      | MTK Hungária       |
| Zágor Bernadett    | 22 éves      | 17 / 1       | MTK Hungária       |

 megjegyzés: Az adatok a mérkőzés napjának megfelelőek!

## Az összeállítások
| 2012. április 25. 19:30 (UTC+0) |

| Észak-Írország | 0 – 1   | Magyarország          |
| -------------- | ------- | --------------------- |
|                | (0 – 0) | Vágó 90+4' (11-esből) |

| Lurgan, Mourneview Park Játékvezető: Karolina Radzik-Johan (POL) |

| Észak-Írország | Magyarország |

| ÉSZAK-ÍRORSZÁG:      |    |                   |     |
|                      |    |                   |     |
| K                    | 1  | Emma Higgins      |     |
| V                    | 2  | Alexandra Hurst   |     |
| V                    | 3  | Demi Vance        |     |
| V                    | 6  | Julie Nelson      |     |
| V                    | 5  | Ashley Hutton     | 89' |
| KP                   | 7  | Jessica Stephens  | 54' |
| KP                   | 8  | Simone Magill     |     |
| KP                   | 4  | Nadene Caldwell   | 87' |
| KP                   | 10 | Aoife Lennon      | 54' |
| CS                   | 9  | Sarah McFadden    |     |
| CS                   | 11 | Kirsty McGuinness |     |
| Cserék:              |    |                   |     |
| K                    | 12 | Krystal Parker    |     |
| KP                   | 13 | Lyndsay Corry     |     |
| KP                   | 14 | Kelly Bailie      |     |
| CS                   | 15 | Laura Nicholas    |     |
| KP                   | 16 | Caragh Milligan   | 54' |
| CS                   | 17 | Kim Turner        | 64' |
| CS                   | 18 | Catherine O'Hagan | 87' |
| Szövetségi kapitány: |    |                   |     |
| Alfie Wylie          |    |                   |     |

| MAGYARORSZÁG:        |    |                    |     |
|                      |    |                    |     |
| K                    | 1  | Szőcs Réka         |     |
| V                    | 2  | Demeter Réka       |     |
| V                    | 9  | Szeitl Szilvia     |     |
| V                    | 5  | Gál Tímea          |     |
| V                    | 16 | Szabó Boglárka     |     |
| KP                   | 11 | Dombai-Nagy Anett  |     |
| KP                   | 6  | Smuczer Angéla     |     |
| KP                   | 15 | Rácz Zsófia        |     |
| KP                   | 7  | Sipos Lilla        | 61' |
| CS                   | 10 | Vágó Fanny         |     |
| CS                   | 23 | Szuh Erika         | 80' |
| Cserék:              |    |                    |     |
| K                    | 12 | Aschenbrenner Réka |     |
| KP                   | 3  | Csiszár Henrietta  |     |
| KP                   | 8  | Pádár Anita        | 80' |
| V                    | 14 | Méry Rita          |     |
| CS                   | 21 | Zágor Bernadett    | 61' |
| KP                   | 19 | Megyeri Boglárka   |     |
| Szövetségi kapitány: |    |                    |     |
| Kiss László          |    |                    |     |

## A mérkőzés
| „             | A mérkőzés előtt azt gondoltam, hogy a körülmények nem nekünk fognak kedvezni, de végül a csapat rácáfolt erre, és a szakadó eső ellenére is nagyszerű teljesítményt nyújtott. A mérkőzés annyiban hasonlított a sopronihoz, hogy az utolsó húsz percben itt is beszorítottuk az ellenfelet, óriási nyomás alá helyeztük a kapuját, ezúttal viszont a győzelmet is megszereztük. Nagyon vártuk már, hogy végre sikerüljön egy ilyen bravúros sikert aratni, ez a meccs jókora önbizalmat adhat a játékosoknak, és nyugodtabban készülhetünk az utolsó selejtezőinkre. | ” |
| – Kiss László | |   |